# Restaurant Hiller (Hannover)

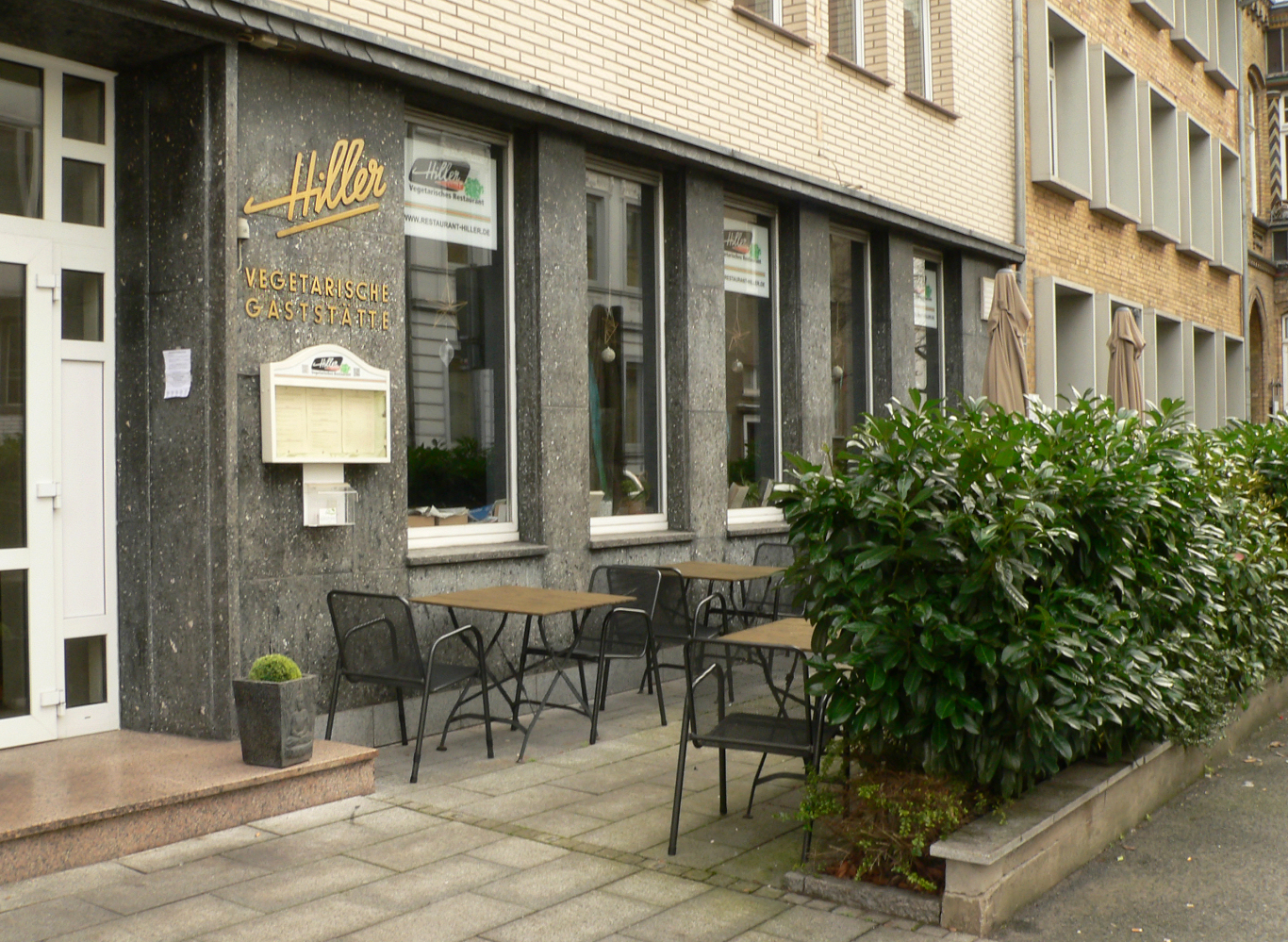
Restaurant Hiller

Das Restaurant Hiller in Hannover gilt als ältestes vegetarisches Restaurant in Deutschland und liegt im hannoverschen Stadtteil Mitte.

## Geschichte und Beschreibung
Das Restaurant Hiller wurde im Jahr 1955 von Georg Hiller gegründet, der etwa zur selben Zeit den Vorsitz der Vegetarier Union Deutschlands (VUD) übernahm.
1992 wurde das „Vegetarische Restaurant Hiller“ durch den Gastronomen und Hotelier Rainer Feuchter übernommen. In dessen Buch Das etwas andere Gästebuch. Zwanzig amüsante Geschichten über Promis in Verbindung mit Rezepten einer neuen, einfachen Küche spielt der ehemalige niedersächsische Umweltminister Jürgen Trittin die Hauptperson in einer von Feuchter beschriebenen Geschichte. Demnach zahlte der Minister den Preis für sein im Hiller eingenommenes Mittagsmenü inklusive einem Glas Wasser über insgesamt 9,50 DM nicht etwa einfach sofort, sondern erbat „die Rechnung an die Staatskanzlei“ – ein angesichts der geringen zu begleichenden Summe unverhältnismäßig hoher bürokratischer Aufwand, den Rainer Feuchter in seinem „Gästebuch“ dann auch entsprechend ausführlich beschrieb.
Seit 2012 kocht das Hiller, neben dem sich die vegane Kochschule etabliert hat, ausschließlich vegan.